# Paavo Järvi

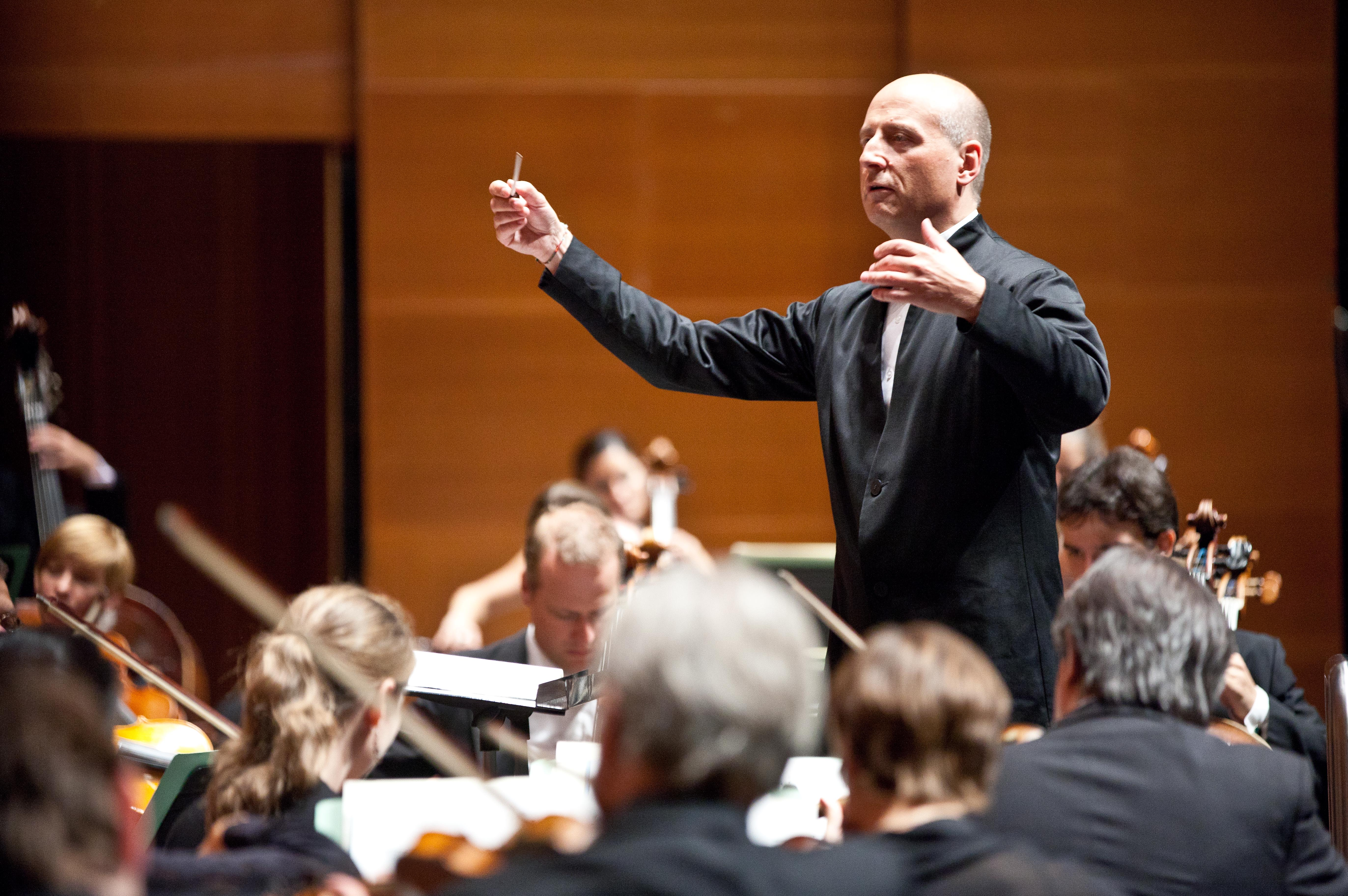
Paavo Järvi mit dem Frankfurter Rundfunk-Symphonie-Orchester (2013)

Paavo Järvi (* 30. Dezember 1962 in Tallinn, Estnische Sozialistische Sowjetrepublik, UdSSR) ist ein estnischer Dirigent.

## Leben
Paavo Järvi ist Sohn des Dirigenten Neeme Järvi und seiner Frau Liilia. Seine Geschwister Kristjan (* 1972) und Maarika Järvi (* 1964) sind ebenfalls Musiker. Sein Studium (Schlagzeug und Dirigieren) begann er in Tallinn. Järvi spielte zu jener Zeit Schlagzeug in Erkki-Sven Tüürs kammermusikalischem Rockensemble In Spe; diese Formation entwickelte sich zu Beginn der 1980er Jahre zu einer der beliebtesten Rockgruppen in Estland. 1980 reiste Järvi mit der gesamten Familie in die USA aus. Dort setzte er seine Ausbildung am Curtis Institute of Music bei Otto-Werner Mueller und am Los Angeles Philharmonic Institute bei Leonard Bernstein fort.
Seine Karriere als Dirigent begann er – zusammen mit Andrew Davis – als Leiter des Kungliga Filharmoniska Orkestern in Stockholm (1995–1998). 2001 bis 2011 war Järvi Chefdirigent des Cincinnati Symphony Orchestra, dem er inzwischen als Conductor Laureate verbunden ist. 2004 wurde er Künstlerischer Leiter der Deutschen Kammerphilharmonie Bremen. 2006 bis 2013 war er als Nachfolger von Hugh Wolff Chefdirigent, inzwischen Conductor Laureate, des hr-Sinfonieorchesters in Frankfurt am Main. Zusätzlich wurde er für die Saison 2010/11 zum Chefdirigenten des Orchestre de Paris in Nachfolge von Christoph Eschenbach bestimmt. 2012 wurde Järvi vom NHK Symphony Orchestra zum neuen Chefdirigenten ab der Spielzeit 2015/16 ernannt. Ende Mai 2017 wurde er zum Chefdirigenten und künstlerischen Leiter des Tonhalle-Orchesters Zürich per Saison 2019/20 ernannt.
Im Jahre 2009 spielte die Deutsche Kammerphilharmonie Bremen unter Paavo Järvis Leitung Ludwig van Beethovens 9. Sinfonie auf Urtext-Basis ein. Diese Aufnahme wurde, wie auch die Aufnahmen der restlichen Beethoven-Symphonien, von der Kritik mit großem Lob bedacht. 2012 erhielt Järvi den Paul-Hindemith-Preis der Stadt Hanau.
Im Rhein-Main-Gebiet rief Järvi zusammen mit dem Hessischen Rundfunk das Music Discovery Project ins Leben. Im Rahmen dieses Projekts kommt jährlich ein Konzert zur Aufführung, bei dem das Sinfonieorchester des Hessischen Rundfunks gemeinsam mit DJs und anderen Pop-Künstlern auftritt. Paavo Järvi war ab 2007 an den ersten drei Konzerten beteiligt.

## Auszeichnungen
- 2012: Commandeur des Ordre des Arts et des Lettres[4]
- Orden des Weißen Sterns III. Klasse

## Film
- Drei Stardirigenten, eine Familie – Die Järvis und ihr Musikfestival in Estland. WDR/ARTE 2019, 43 min, Regie: Isabel Hahn / Holger Preuße, Produktion: Sounding Images